# Antoni (Pakanycz)
Antoni, imię świeckie Iwan Pakanycz (ur. 25 sierpnia 1967 w Czumałewie) – biskup Ukraińskiego Kościoła Prawosławnego Patriarchatu Moskiewskiego.

## Życiorys
Urodził się w rodzinie chłopskiej. Ma brata i siostrę. Rodzina była głęboko religijna. W 1992 ukończył moskiewskie seminarium duchowne, zaś w 1995 – Moskiewską Akademię Duchowną. Po uzyskaniu jej dyplomu został zatrudniony na uczelni jako wykładowca. 4 stycznia 1994 biskup dmitrowski Filaret przyjął od niego wieczyste śluby zakonne, nadając mu imię Antoni na cześć Antoniego Pieczerskiego. 18 lutego 1994 patriarcha Moskwy i całej Rusi Aleksy II wyświęcił go na hierodiakona, zaś 7 października tego samego roku – na hieromnicha. W 1999 został ihumenem.
W 2002 zwrócił się do Synodu Kościoła z prośbą o przeniesienie do pracy duszpasterskiej na Ukrainie, która została rozpatrzona pozytywnie. W 2004 został mianowany archimandrytą. 22 listopada 2006 nominowany na biskupa pomocniczego eparchii kijowskiej z tytułem biskupa boryspolskiego. Cztery dni później odbyła się jego chirotonia biskupia.
24 września 2008 r. został podniesiony do godności arcybiskupa.
W 2011 wszedł w skład Wyższej Rady Cerkiewnej Ukraińskiego Kościoła Prawosławnego Patriarchatu Moskiewskiego. Od maja 2012 jest kanclerzem Kościoła, a zakres jego pełnomocnictw de facto czynił z niego drugą, po metropolicie kijowskim, osobę w Kościele. 19 stycznia 2013 otrzymał godność metropolity.
25 września 2013 Święty Synod Ukraińskiego Kościoła Prawosławnego Patriarchatu Moskiewskiego mianował go pierwszym ordynariuszem nowo utworzonej eparchii boryspolskiej.
Reprezentował Kościół na spotkaniu prezydenta Ukrainy Wiktora Janukowycza z przedstawicielami Kościołów i związków wyznaniowych 25 stycznia 2014, w czasie protestów na kijowskim Majdanie. W imieniu Kościoła stwierdził, iż państwo znalazło się na krawędzi upadku i wezwał do kontynuowania rozmów między opozycją i rządem. Według informacji prasowych, po odejściu w stan spoczynku metropolity kijowskiego i całej Ukrainy Włodzimierza w lutym 2014 był brany pod uwagę jako kandydat na locum tenens metropolii, większą liczbę głosów uzyskał jednak metropolita czerniowiecki Onufry. W czasie Soboru Biskupów Kościoła, który obierał nowego metropolitę kijowskiego, metropolita Antoni uzyskał w głosowaniu poparcie 24 hierarchów, ponownie przegrywając w głosowaniu z metropolitą Onufrym.